# ネイビー・ピア
ネイビー・ピア（Navy Pier）は、アメリカ合衆国イリノイ州シカゴのミシガン湖岸にある桟橋状の埋立地域。レクリエーション施設が立ち並び、多くの観光客で賑わう。
シカゴダウンタウン北部(いわゆるニア・ノース地域のStreeterville地区)に所在し、ミシガン湖沖へ約1kmの長さで細い帯状に伸びる形となっている。ネイビー･ピアは現在、シカゴで最も観光客が訪れるスポットである。

## 歴史

### 建設

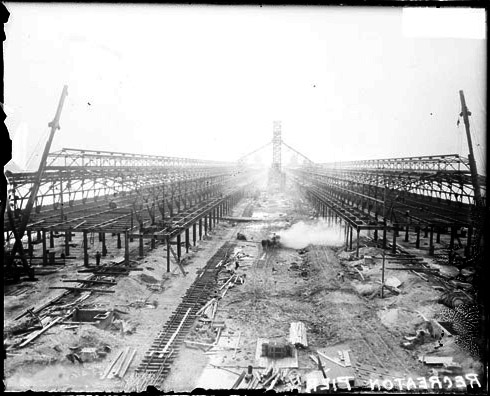
1915年の建設の模様。Chicago Daily Newsの写真

1916年に、シカゴ都市計画(Burnham Plan)の一部として、450万ドル(現在の価値で8780万ドルに相当)を費やして建設。
「第2ミュニシパル・ピア」の名前 で複合目的の公共インフラ施設として計画・建設されたが、第一の目的はミシガン湖の輸送船のための貨物施設設置であり、多くの倉庫が建てられた。
他方、蒸気客船のドック施設が置かれ、また冷房の無かった当時、先端部を中心に人々の集まる避暑の場としても設計されていた。路面電車も走っていた。

### 発展と衰退
建設当時すでに、量産型の自動車･トラックの発明によってミシガン湖の輸送船・蒸気客船産業は打撃を受け始めており、ピアは人々の集まる公共の場としての方がはるかに成功していた。ピアは1930年代後半まで、ピクニックエリアや食事施設、ダンスホール、公会堂、子供の遊び場などのレクリエーション施設を備えた夏の行楽地と形容されていた。
海軍によるピアの使用は、シカゴ市がピアを海軍に供用した第二次大戦期間中にピークを迎える。海軍の飛行機訓練部隊は訓練空母ウルヴァリン、同セーブル両艦の埠頭としてピアを利用した。当時、6万人の海兵と1万5千人の操縦士がこの地域で訓練を受け、その中には後の大統領となるジョージ・H・W・ブッシュもいた。ネイビー･ピアへの改称は、この時の海軍への供用を称えてのものである。
戦後、ネイビー・ピアはイリノイ大学に移譲され、1946年より退役兵のための2年間の学部課程に使用された。この間も、ネイビー・ピアでは公共イベントが開かれていた。1950年代には年間の平均来訪者は320万人と見積もられ、特に夏の野外ショー「Pageant of Progress」の期間は最も観衆を集めた。この年代がピアの黄金時代と呼ばれることもある。1960年代初めの国際博覧会では、サーカスや民族舞踊、美術工芸、世界の料理などが世界からの注目を集めた。
1965年にイリノイ大学がシカゴサークル・キャンパスに移転するとネイビー･ピアは使用されなくなり、放置されたピアは目障りな存在と扱われ、シカゴ周辺の政府機関は資金を投下しようともしなかった。

### 再開発 (1970年代～)

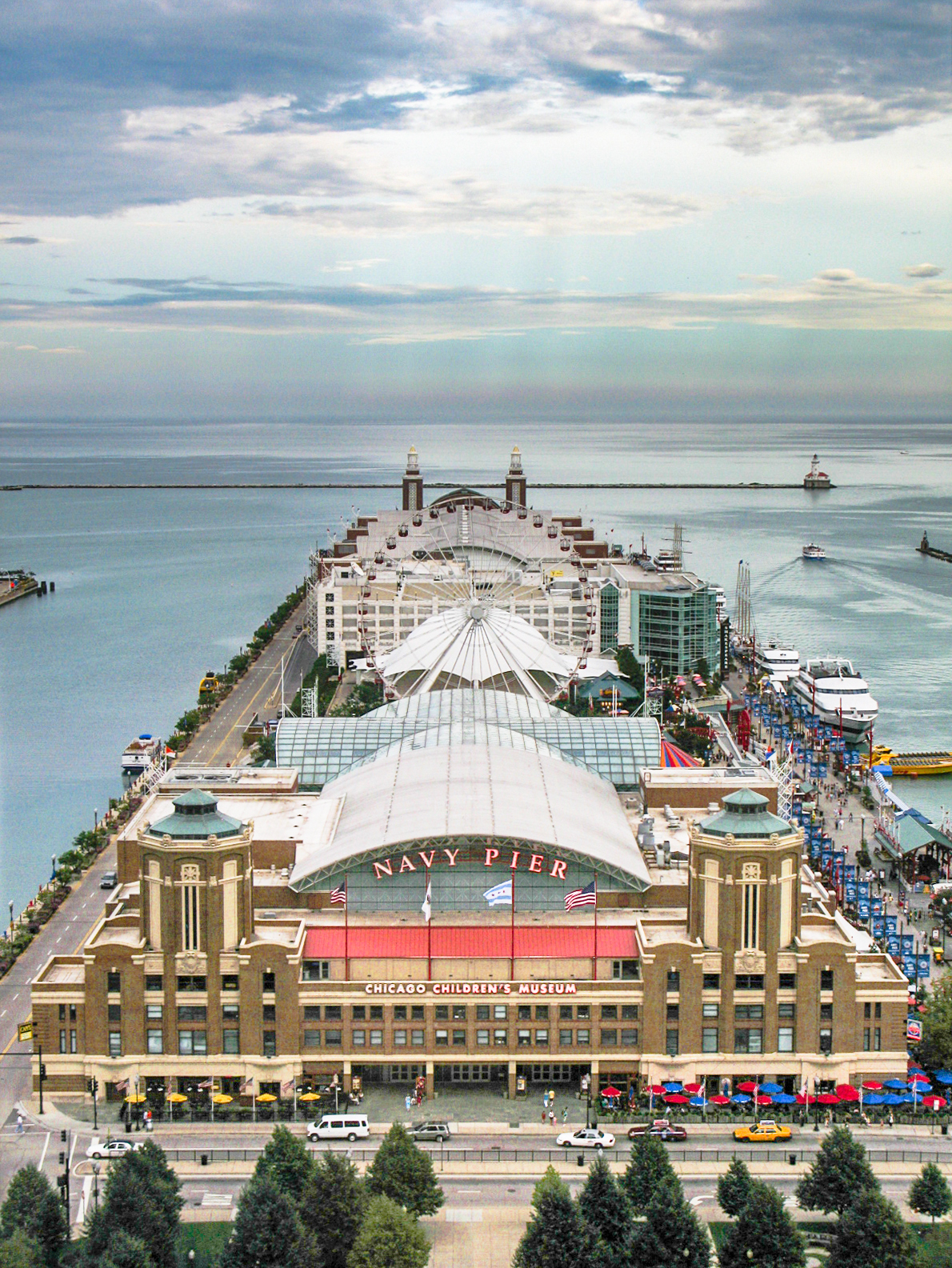
レイク・ポイント・タワー(Lake Point Tower)から眺めるネイビー･ピア

上述のシカゴ都市計画やピアの過去の成功を知る人々の間から再開発を求める声が上がり、1976年に展示ホールのイースト･ビルディングが突端部にオープン。ネイビー･ピアは公共展示の場として新たなスタートを切る。インフラは老朽化していたが、音楽･芸術祭などの特別イベントは人々を集めるようになる。
1979年、アメリカ合衆国国家歴史登録財に登録。
1979年から1987年まで、潜水艦シルバーサイズがネイビー･ピアに停泊した。
1989年、ピア・展示都市局(Metropolitan Pier and Exposition Authority、MPEA)がネイビー･ピアを管理下に置く。1990年代に2億ドル規模の大改修工事を実施し、ファストフード店舗や小売店、ボールルーム、コンサートステージ、会議場・展示場が置かれた。
現在のネイビー･ピアは、20万平米のエンターテインメント区域と16,000平米の展示場区域、4,600平米のレセプション区域、4,500平米の会議室区域を有する。夏季に行われるベネチアン・ナイト・フェスティバルの際には、電飾された船のパレードを見に多くの人がネイビーピアを訪れる。

## 主な施設
- ネイビー･ピア･ファウンテン

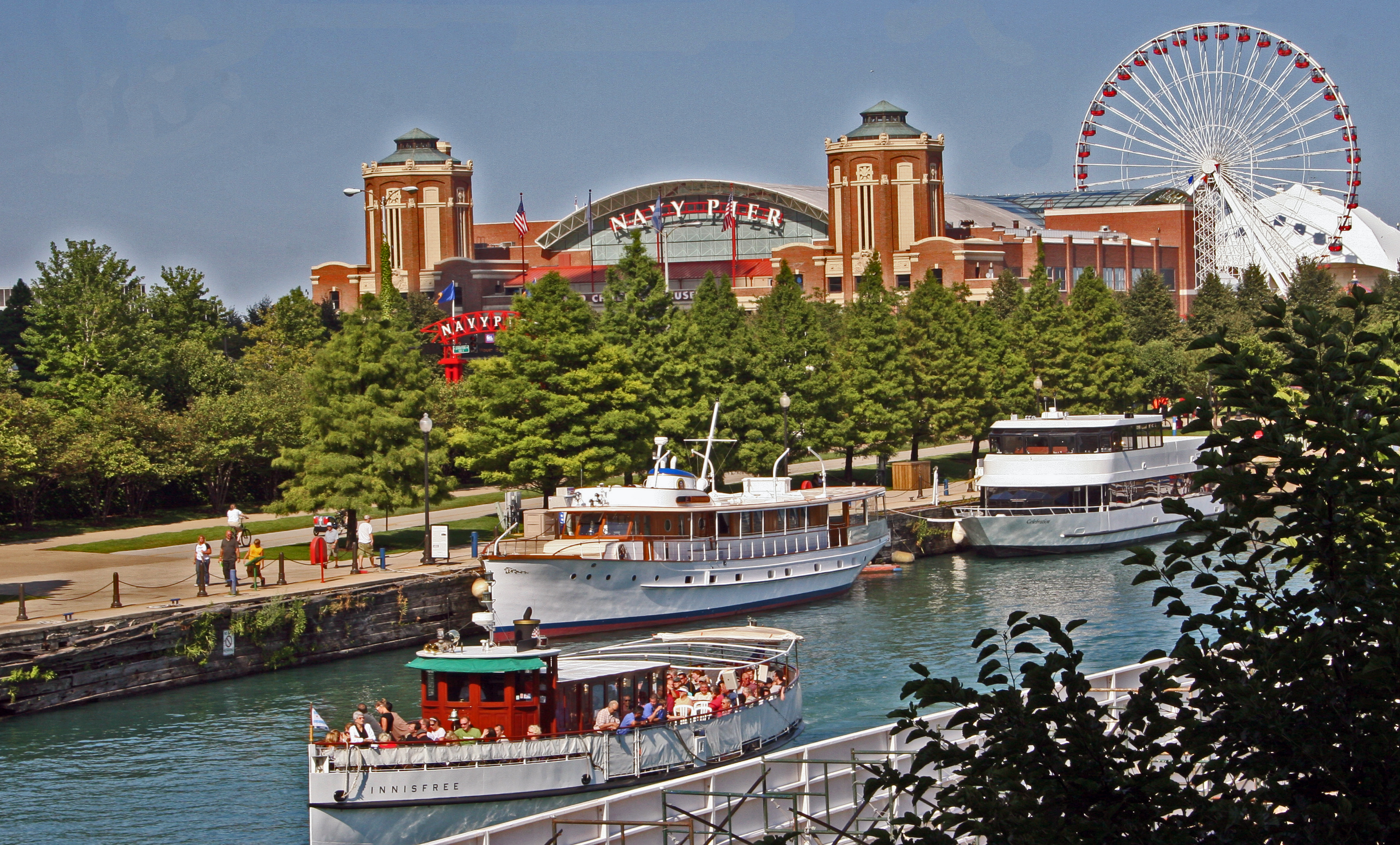
シカゴ川越しに見るネイビー･ピア

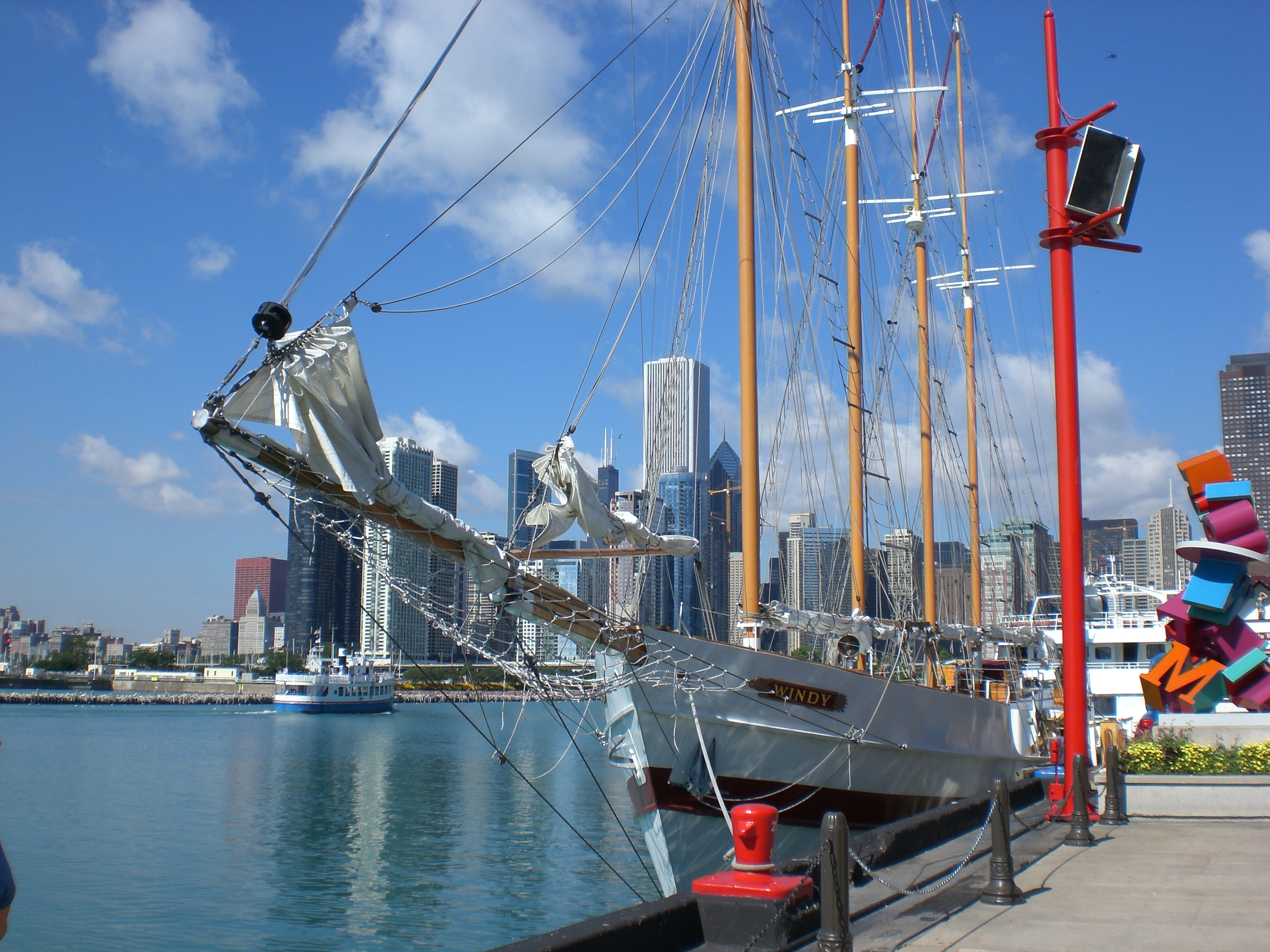
ネイビー･ピアからダウンタウン方向の眺め

  - ボブ･ニューハート(Bob Newhart、オークパーク出身のコメディアン)の銅像
- ファミリー･パビリオン
  - シカゴ子供博物館
  - IMAXシアター
  - 各種レストラン、飲食店、店舗など
- ネイビー･ピア･パーク
  - フェリス・ホイール - 高さ46mの観覧車。
  - メリーゴーランドなどの遊具、スカイラインステージ
- ドック・ストリート・ショップス
  - シカゴ・シェイクスピア・シアター
  - アメイジング・シカゴ・ファンハウス・メイズ (Amazing Chicago's Funhouse Maze)
  - 各種飲食店、店舗など
- フェスティバル・ホール
  - スミス・ステンドグラス博物館 (Smith Museum of Stained Glass Windows)
  - 展示場
  - テラス
  - レストラン、カフェ
- グランド・ボールルーム
  - グランド・ボールルーム
  - ビアガーデン(夏季)
  - テラス
- 埠頭
  - 多くのツアー船やクルーズ船が出入りする。

## 計画
2006年1月13日にMPEAが発表した計画によれば、モノレール、高さ79mのスポークレス観覧車、ローラーコースター、水上ホテル、7,000平米の水上公園を含む大改修が予定されている。収容台数が現在の2倍となる駐車場と、劇場の拡大も計画にある。発表当時の予算は20億ドル。

## ギャラリー

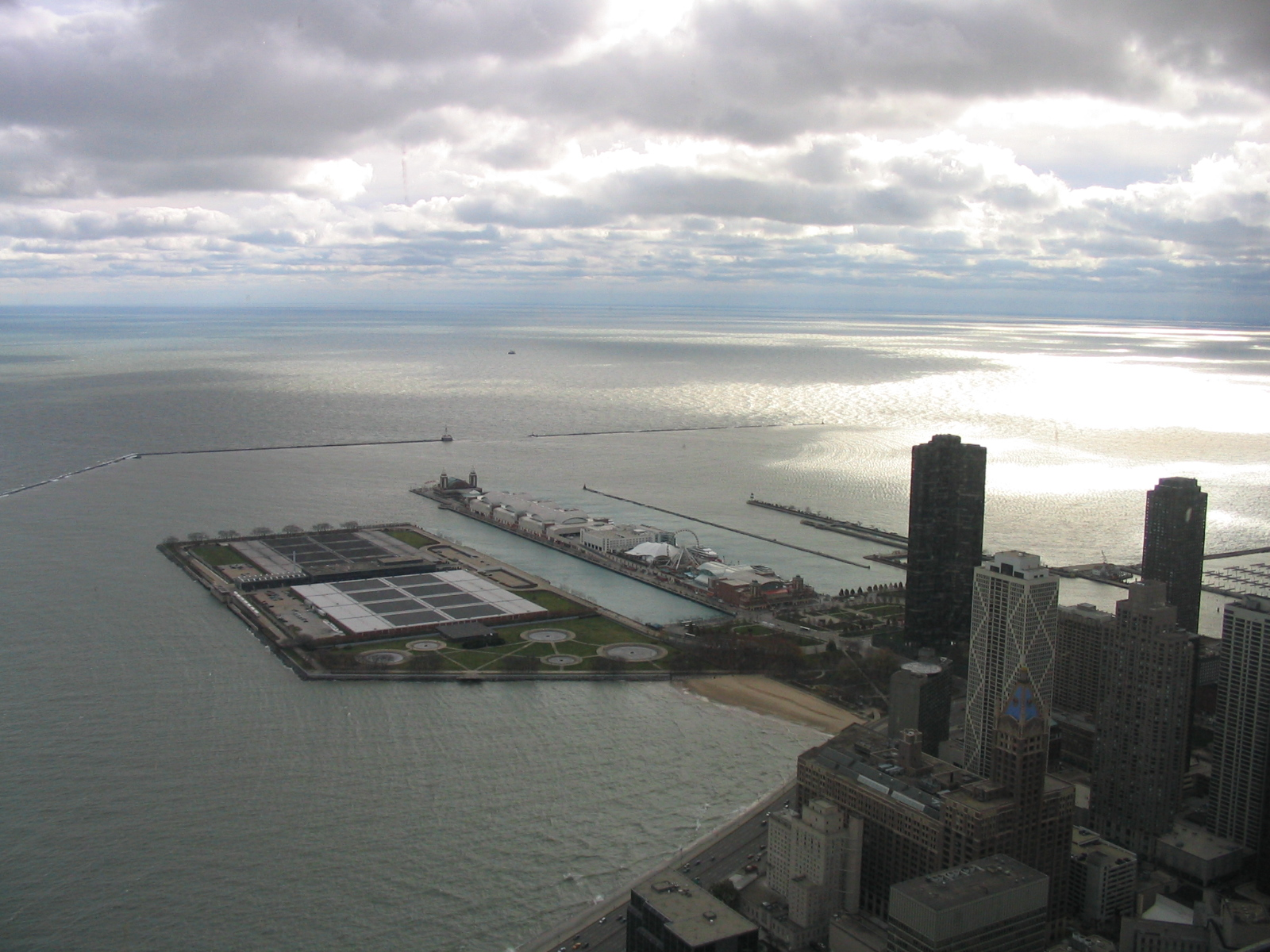
ジョン・ハンコック・センターからのネイビー･ピアの眺め
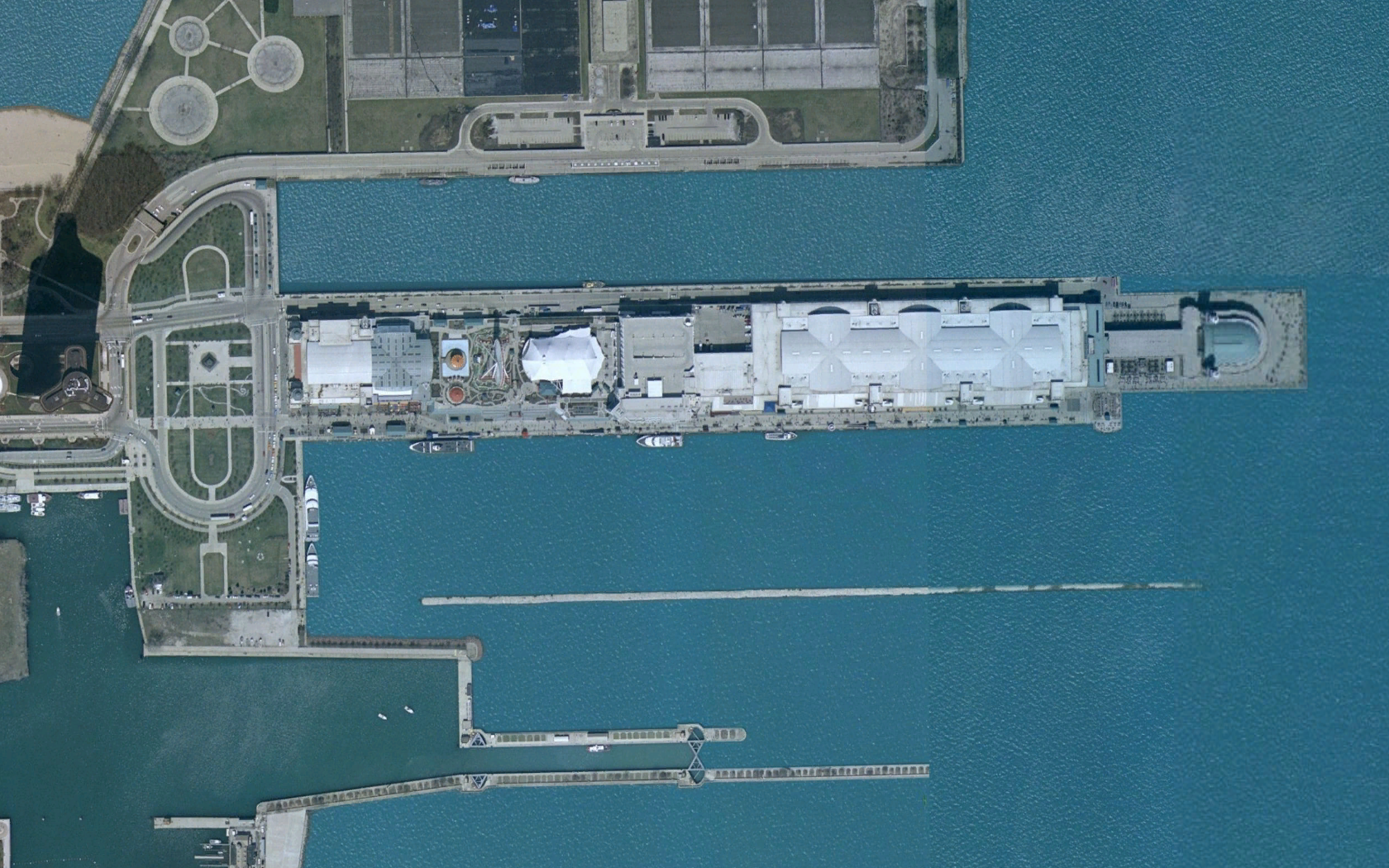
上空から見たネイビー･ピア
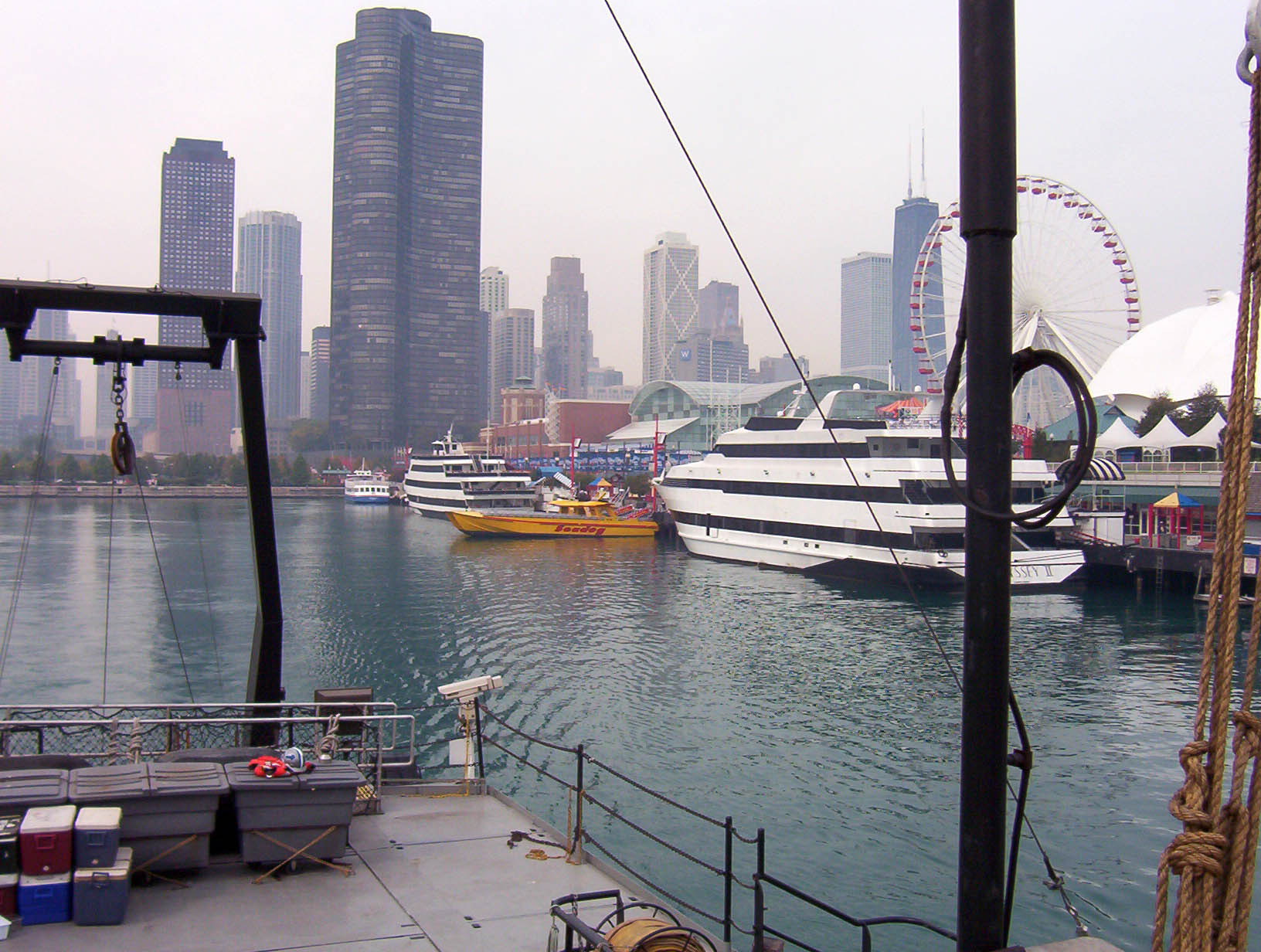
ネイビー･ピアとシカゴのビル群
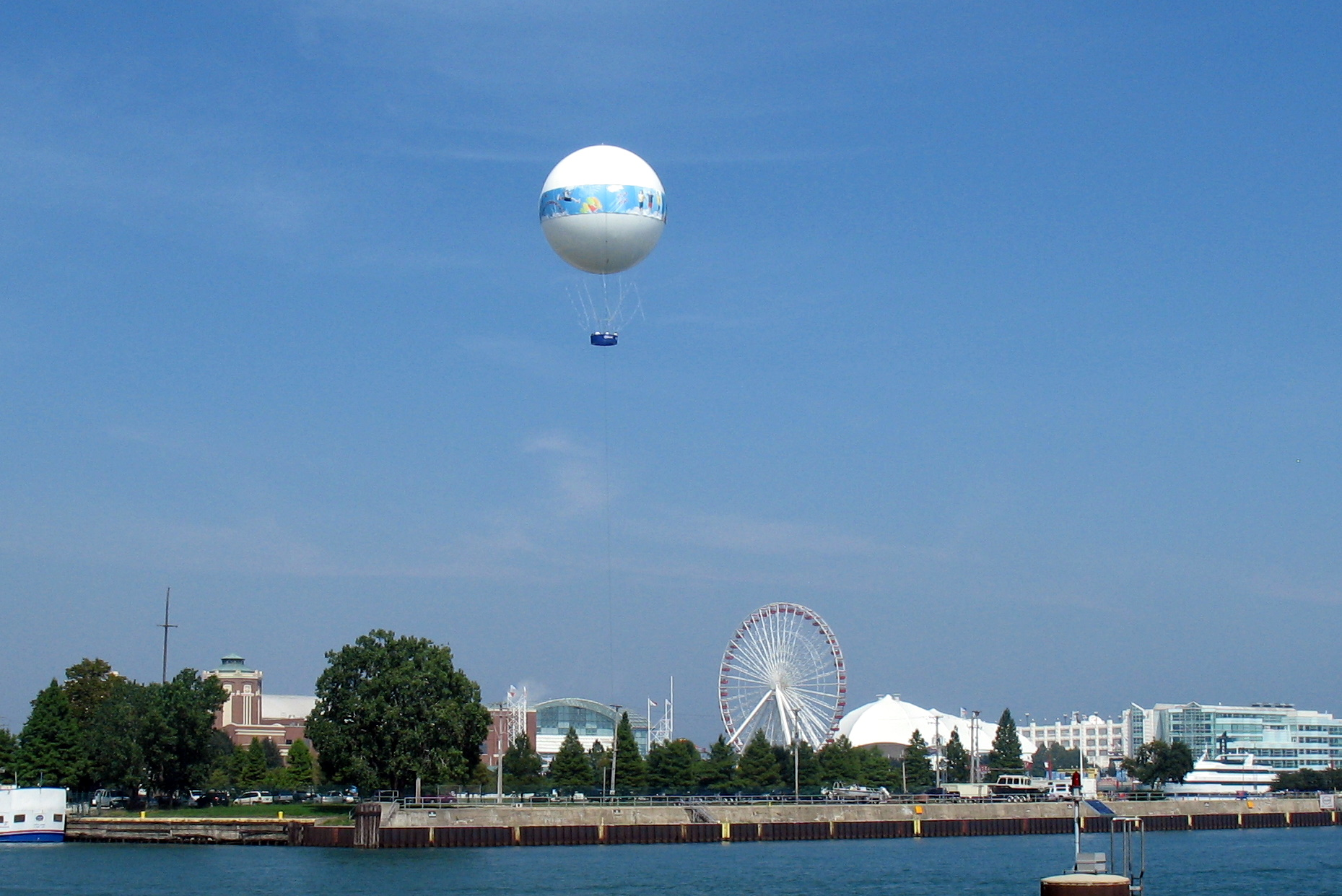
気球のアトラクション
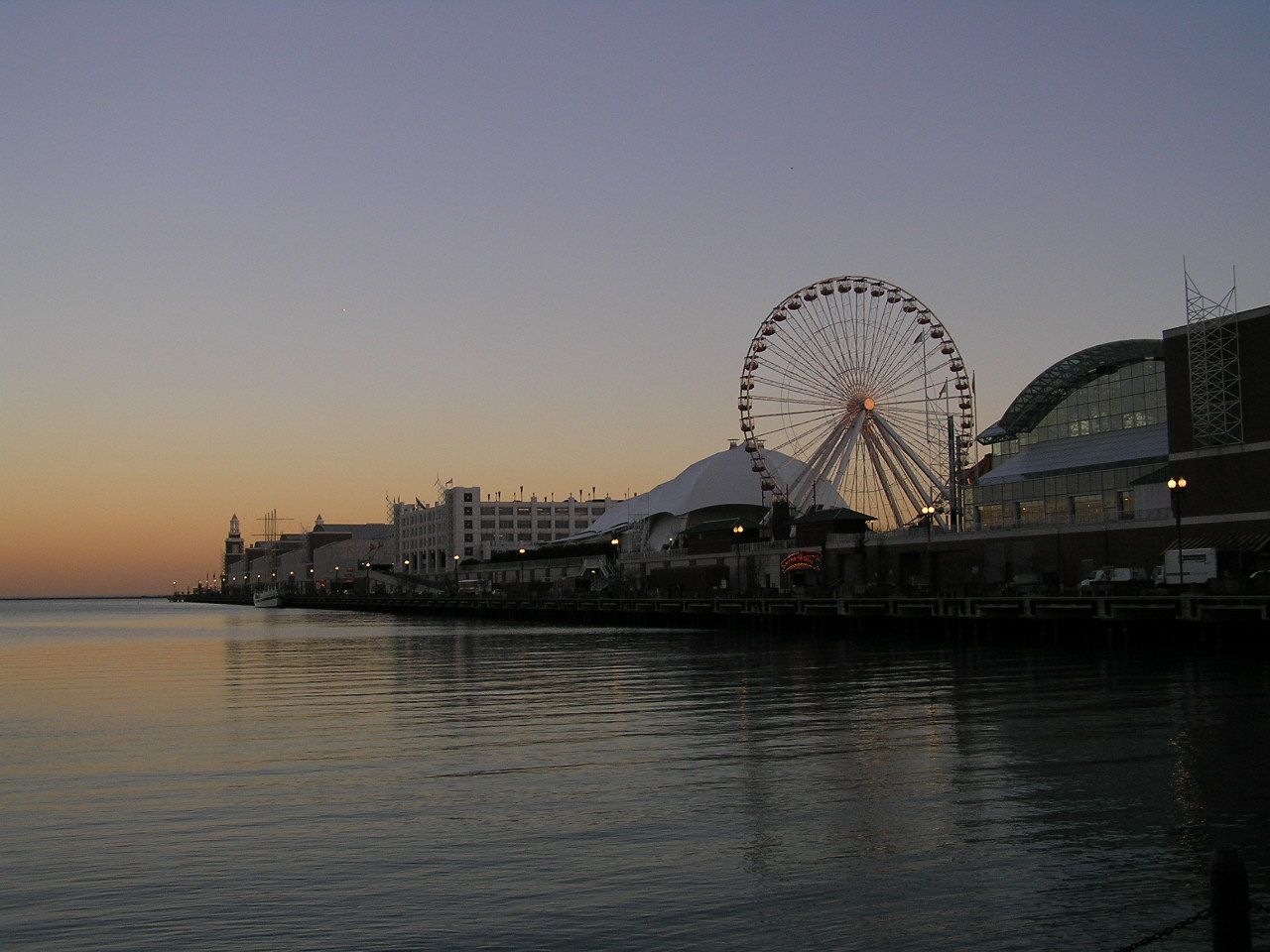
薄暮のネイビー･ピア
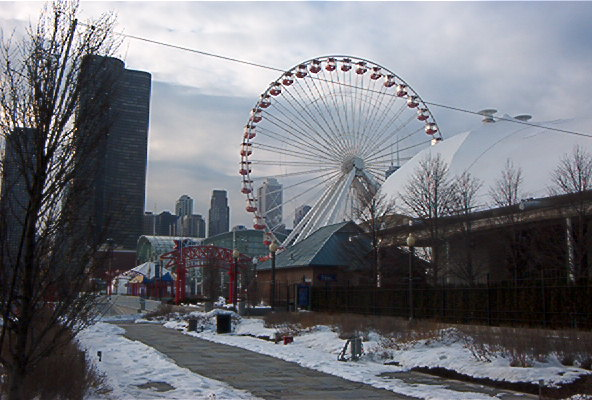
残雪のネイビー･ピア
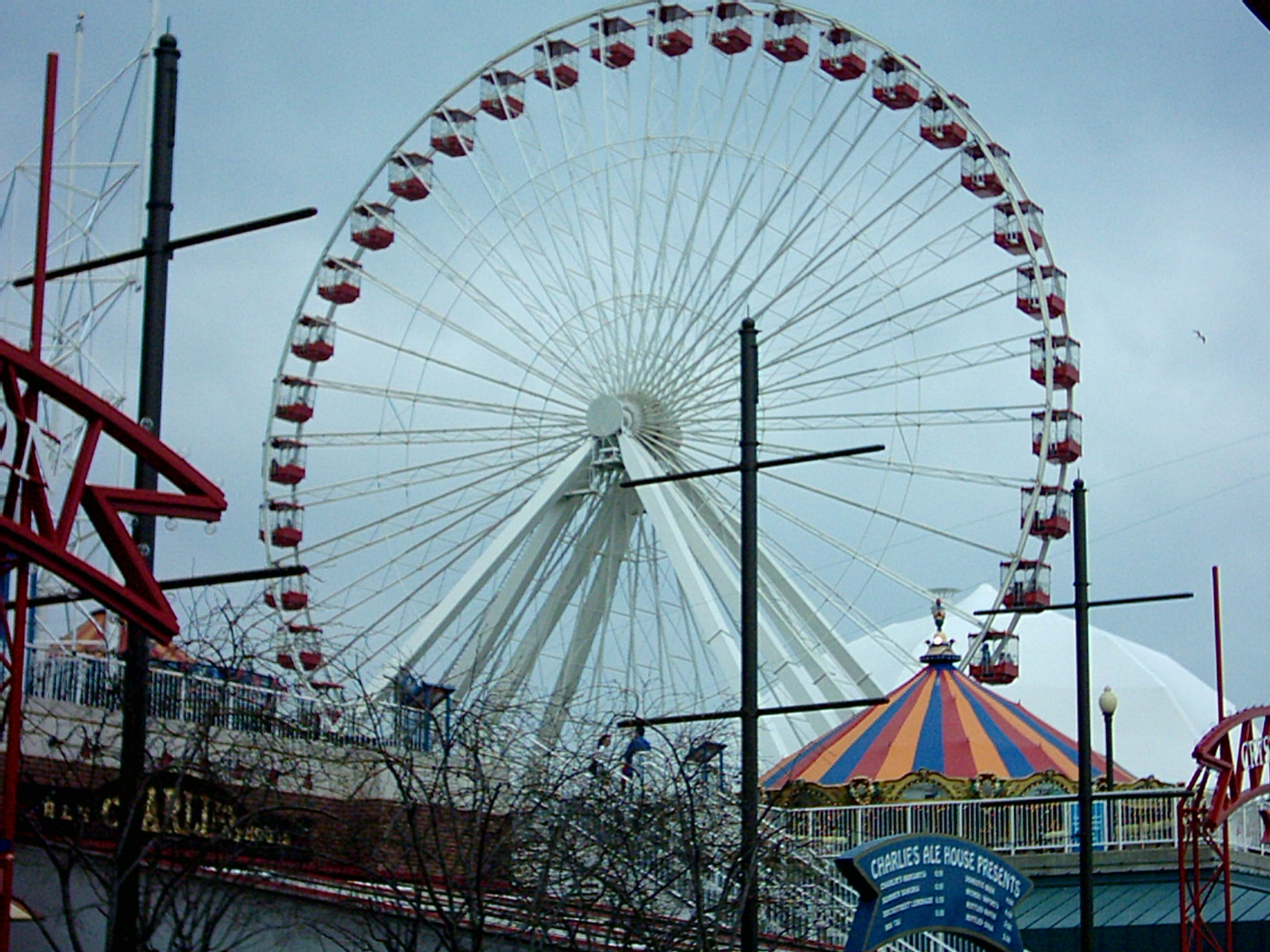
観覧車
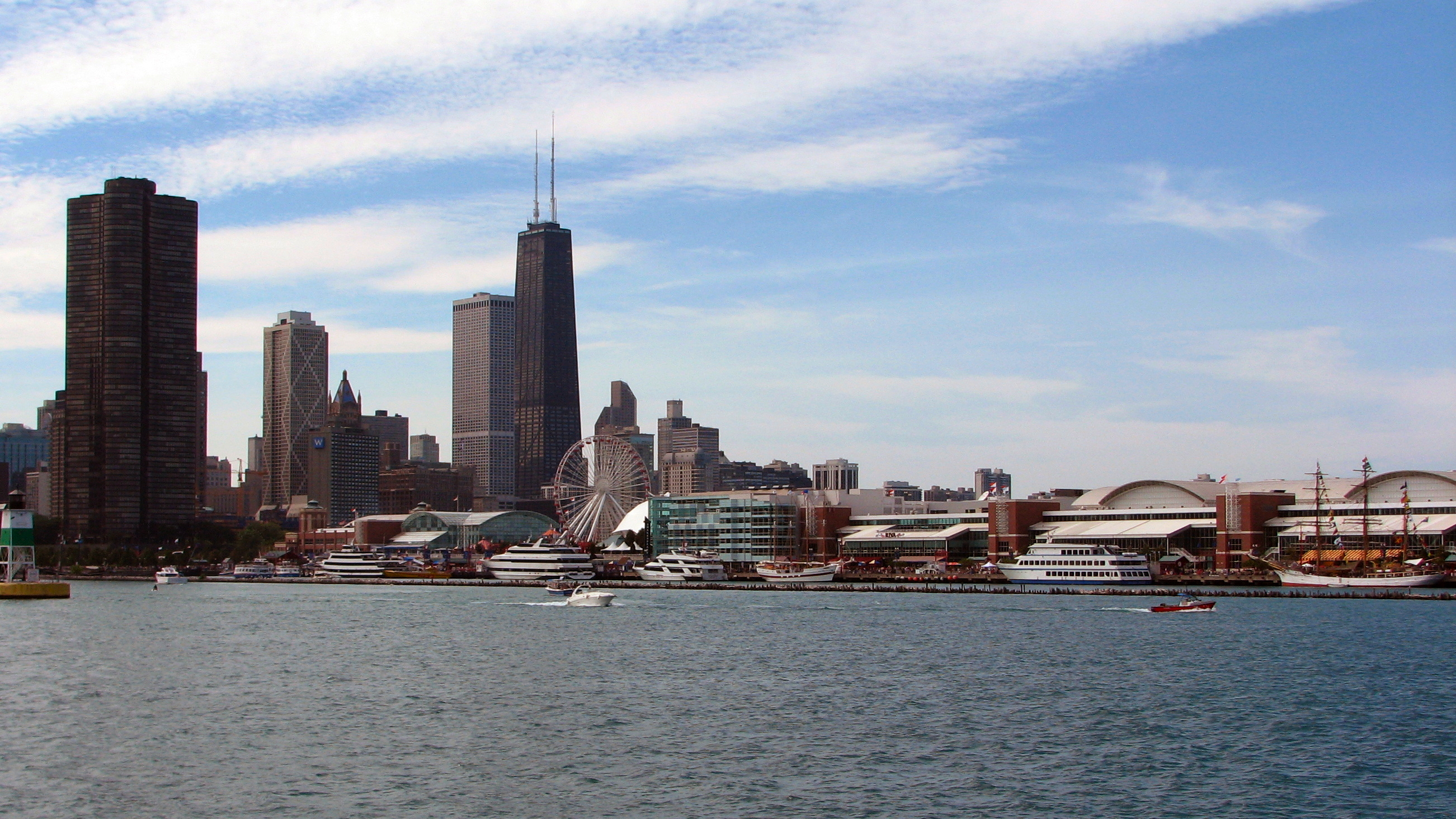
遊覧船からの眺望
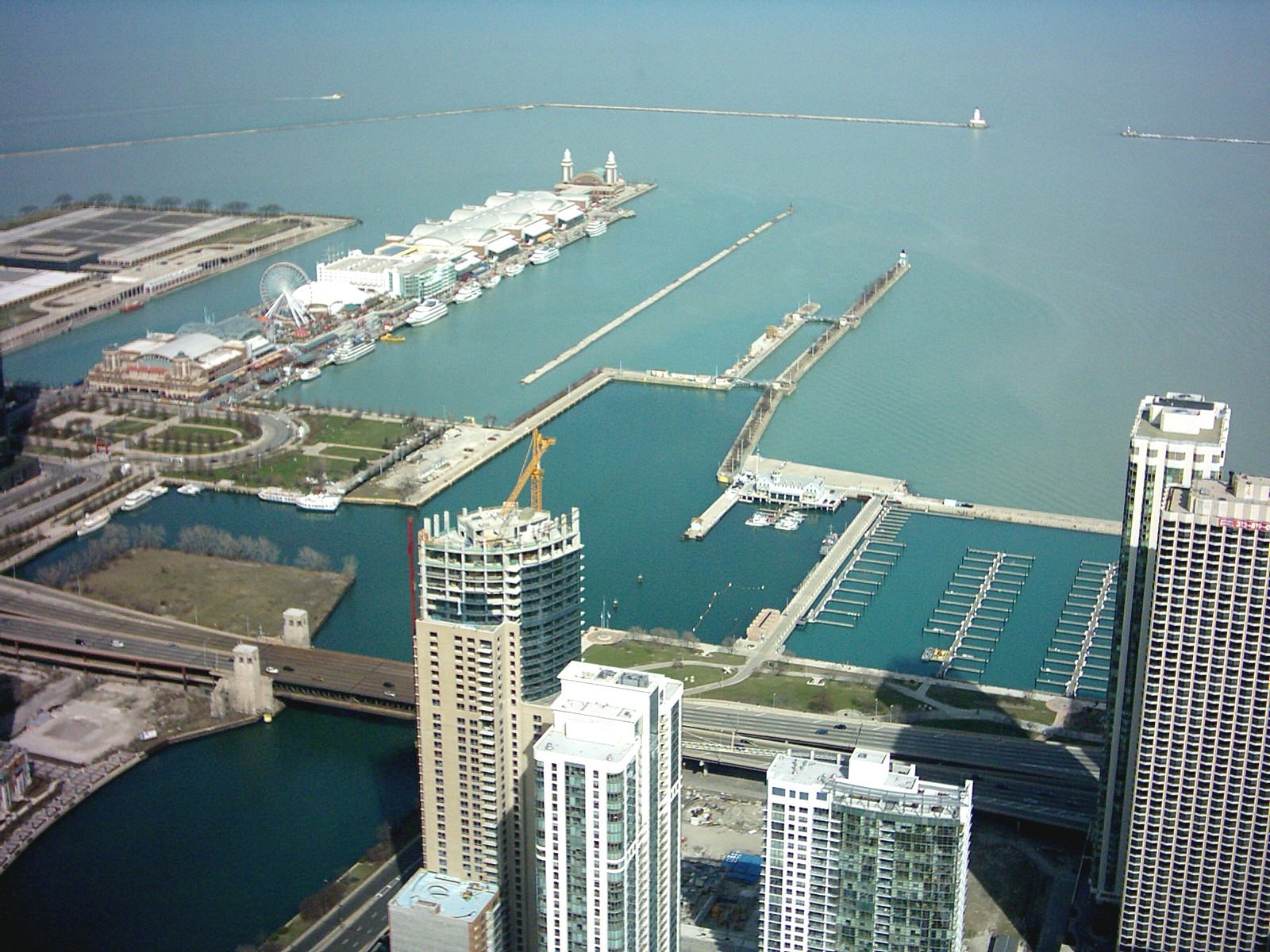
AONセンターからのネイビー･ピアの眺め
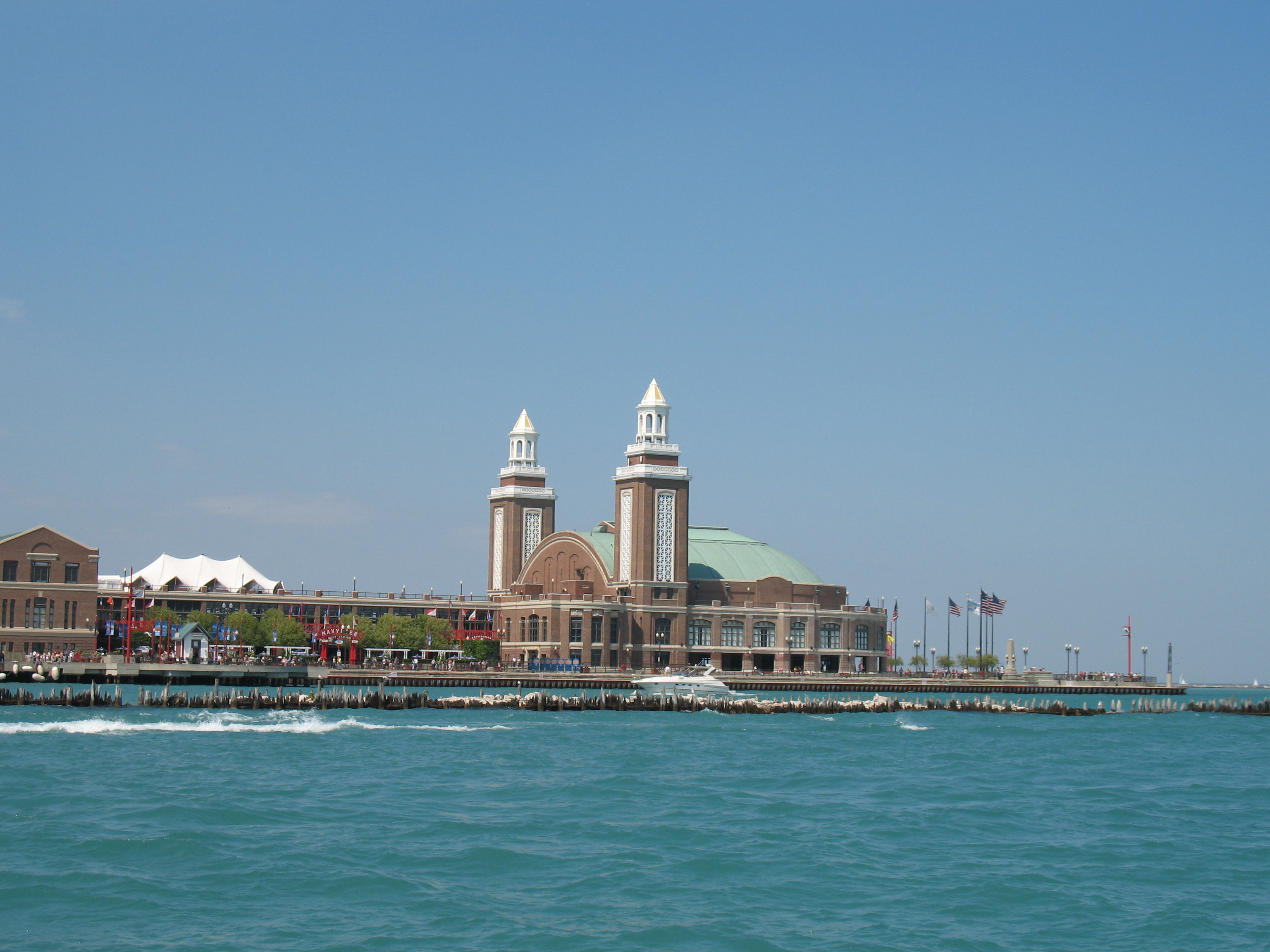
グランド・ボールルーム
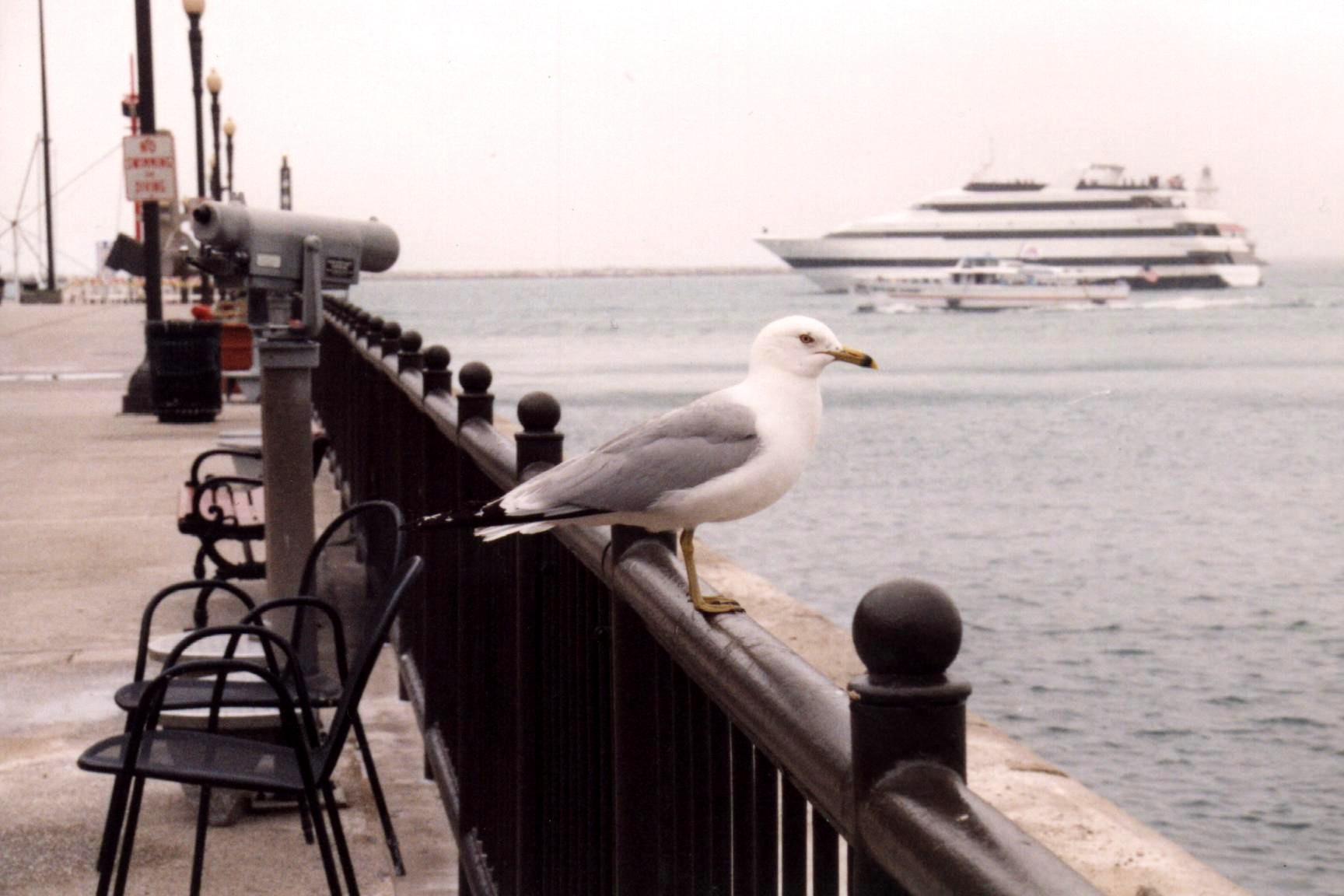
カモメ
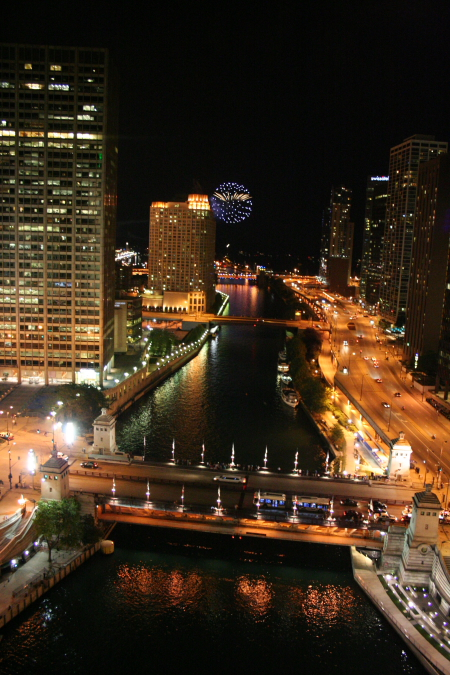
トランプ・タワーから見るネイビー・ピアの花火